# Paolo Orsi
Paolo Orsi (ur. 17 października 1859 r. w Rovereto, zm. 8 listopada 1935 r. tamże) – archeolog włoski.
Studiował historię starożytną i archeologię w Wiedniu i Padwie. Doktorat uzyskał w Rzymie. Nie kontynuował jednak kariery uniwersyteckiej, ale poświęcił się pracy w terenie podczas wykopalisk. Koncentrował się przede wszystkim na stanowiskach prehistorycznych, zwłaszcza na Sycylii i odegrał kluczową rolę w badaniu kultury Stentinello.
W latach 1895–1934 Orsi był dyrektorem Muzeum Archeologicznego w Syrakuzach, które dziś nosi jego imię (Museo Archeologico Regionale „Paolo Orsi”). W 1909 r. był współzałożycielem Società Italiana di Archeologia. Był członkiem Accademia dei Lincei od 1896 r. W 1904 r. został wybrany członkiem korespondentem Akademii Nauk w Getyndze. W 1908 r. został członkiem korespondentem Accademia delle Scienze di Torino. Był także członkiem Accademia degli Agiati w Rovereto. W 1924 r. został mianowany senatorem Królestwa Włoch.